# Maria d’Aquino

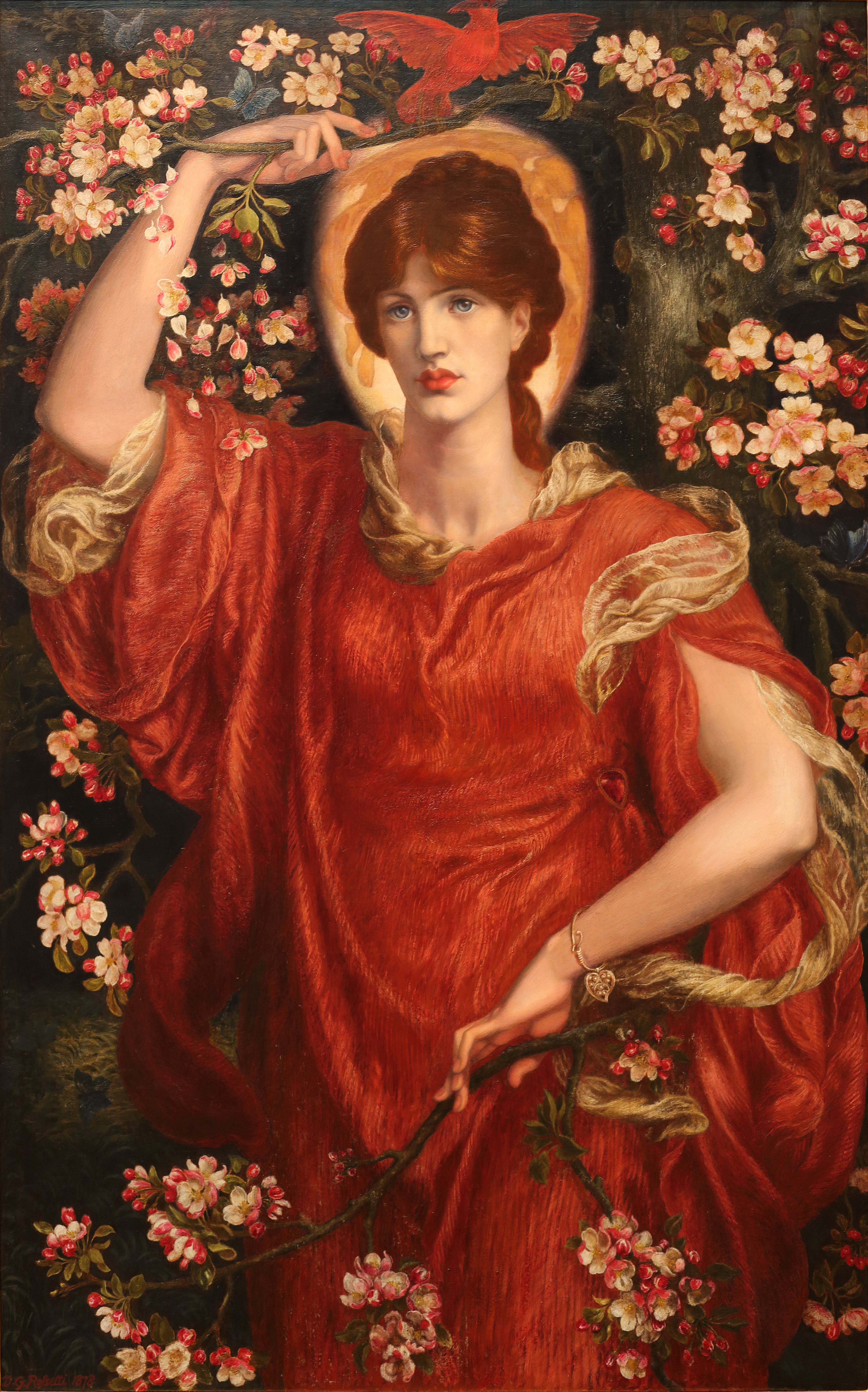
Obraz Wizja Fiammetty autorstwa Dantego Gabriela Rossettiego

Maria d’Aquino (zm. 1348) – nieślubna córka Roberta I Mądrego, króla Neapolu. W 1336 Maria poznała Giovanniego Boccaccia, który się w niej zakochał. Zmarła w 1348 roku na dżumę podczas czarnej śmierci.

## Rodzina
Jej przyrodnym rodzeństwem byli:
- Karol Andegaweński, książę Kalabrii
- Ludwik
- Helena
- Karol d'Artois, neapolitański szlachcic i urzędnik sądowy

## W sztuce
Maria była często umieszczana w wierszach i prozie Boccaccia pod imieniem Fiammetta lub rzadziej Fiametta (wł.: Płomyk).
Pojawiła się w dziełach:
- Filocolo;
- Teseida;
- Filostrato;
- Ninfale d'Ameto;
- Amorosa visione;
- Elegia di Madonna Fiammetta
- Ninfale fiesolano;
- Dekameron;
- Sonnets.

W 1876 roku norweska malarka Emma Sandys stworzyła obraz zatytułowany Fiammetta a w 1878 Dante Gabriel Rossetti namalował obraz Wizja Fiammetty.